# Hidrometrie
Hidrometria este o ramură a hidrologiei care se ocupă cu determinarea valorilor debitului unor cursuri de apă subterane sau a apei dintr-o conductă, în vederea realizării proiectelor de construcție hidrometrică și a planului de gospodărire a apelor.
Reprezentarea grafică a variației nivelurilor sau debitului unui curs de apă în funcție de timp se numește hidrograf. Acest grafic de frecvență, ca și cel de durată a nivelurilor, se realizează pe baza datelor măsurate și se folosește pentru o caracterizare mai corectă a evoluției regimului de curgere al apelor.

Stația hidrometrică din localitatea Cheia, Prahova, pe râul Teleajen

Locul unde se fac, în mod regulat, pe un curs de apă, măsurători ale nivelului și debitului apei se numește stație hidrometrică. O asemenea stație este echipată în general cu aparate înregistratoare. 
La o stație hidrometrică se efectuează ridicările asupra unuia sau mai multora dintre următoarele elemente ale apelor râurilor, lacurilor și lacurilor de acumulare:
- nivelul apei,
- debitul,
- transportul și depunerea de aluviuni,
- temperatura și alte proprietăți fizice ale apei,
- caracteristici ale învelișului de gheață,
- proprietăți chimice ale apei.

Stațiile hidrometrice automate furnizează în sistem online date despre nivelurile râurilor, temperatura apei și a aerului, precum și cantitatea de precipitații înregistrată în 24 de ore. Aceste date odată furnizate sunt folosite de către specialiștii de la Biroul de Hidrologie, Hidrogeologie și Prognoze Bazinale la elaborarea studiilor hidrologice annuale, a prognozelor hidrologice, precum și pentru alertarea autorităților de administrație publică locale și naționale în cazul producerii viiturilor.